# よっぴ
よっぴ（1965年6月4日 - ）は、日本のものまねタレント。本名、正岡 吉宏（まさおか よしひろ）。
静岡県出身。オフィスあっとほーむ所属。身長162cm、体重60kg、スリーサイズ B:92 W:68 H:？。

## 経歴
田舎にいる頃に、勢いで受けたテレビ東京系「全日本そっくり大賞」に米米CLUBで出演。その後は、素人として地方番組に出演するも、プロになる意思はなかった。
「全日本そっくり大賞」に出演してから数年後、周囲の勧めもあり、ものまね番組に再び挑戦。この時、テレビ朝日系「究極 今夜ものまね王決定 そっくり人間 豪華スターをここまでまねた!」にもののけ姫・米良美一の歌まねで出演。ここで、初めて、民秋貴也と出会う。
芸人をしている友人の勧めで田舎から上京し、六本木のショーパブで働くことにしたが、東京の厳しさをまざまざと思い知らされ、その店は約半年程で閉店してしまう。
そこから奮起し、ものまねタレント「となりのよっちゃん」としてプロ活動を開始。しばらくは、フリーで活動していたが、たまたま挨拶に行った事務所で“民秋貴也”に再会し、その縁で、そこに所属することになる。この時、芸名を「よっぴ」に改名した。
ステージで飛鳥涼のものまねをする民秋との「俺がチャゲをやるから、チャゲ＆飛鳥をやろうよ。」という簡単な会話から二人のユニット“チャボ＆飛鳶”（チャボ＆トンビ）が結成された。
現在、ものまねタレント“よっぴ”として、美川憲一をメインに活動をしている。
また、民秋貴也とのものまねユニット“チャボ＆飛鳶”（テレビでは“民秋＆よっぴ”）としての活動も継続しており、チャゲ&飛鳥や、コブクロのものまねを中心に二人でハーモニーを奏でる。
テレビでは、日本テレビ系「ものまねバトル」に出演中である。

## レパートリー

### J-POP（男性）
- 米米CLUB（石井竜也）
- チェッカーズ（藤井フミヤ）
- LUNA SEA（河村隆一）
- チャゲ＆飛鳥（チャゲ）
- L'Arc〜en〜Ciel（hyde）
- サザンオールスターズ（桑田佳祐）
- 海援隊（武田鉄矢）
- クリスタルキング
- さだまさし
- シャ乱Q（つんく♂）
- 聖飢魔II（デーモン小暮）
- 田原俊彦
- TUBE（前田亘輝）
- HOUND DOG（大友康平）
- m.c.A・T
- 尾崎豊
- ピーター
- アラジン（高原兄）
- 井上陽水
- 松山千春
- 近藤真彦
- たま
- ゆず
- 水谷豊
- B'z（稲葉浩志）
- GLAY（TERU）
- コブクロ（小渕健太郎）
- 森山直太朗
- DEEN（池森秀一）
- 湘南乃風
- ゴールデンボンバー（鬼龍院翔）
- ナイトメア（YOMI）

など

### J-POP（女性）
- 天地真理
- 桜田淳子
- アグネス・チャン
- 山口百恵
- TOM★CAT
- 中森明菜
- 松任谷由実
- ピンクの電話
- 森山良子
- 伊藤咲子

など

### 演歌
- 五木ひろし
- 森進一
- 小林旭
- 北島三郎
- 美川憲一
- 瀬川瑛子
- 美空ひばり
- 和田アキ子
- 都はるみ
- 八代亜紀
- 淡谷のり子
- 桂銀淑
- 越路吹雪
- 菅原都々子
- 並木路子
- 大月みやこ

など

### アニメソング（スタジオジブリ）
- もののけ姫（米良美一）
- 千と千尋の神隠し（木村弓）
- となりのトトロ（井上あずみ）
- 天空の城ラピュタ（井上あずみ）
- ハウルの動く城（倍賞千恵子）

など

### アニメソング（世界名作劇場）
- アルプスの少女ハイジ
- あらいぐまラスカル
- 母をたずねて三千里
- フランダースの犬
- 赤毛のアン

など

### アニメソング（その他）
- 水木一郎（マジンガーZ、グレートマジンガー、バビル二世、キャプテンハーロックなど）
- 佐々木功（銀河鉄道999、ゲッターロボ、宇宙戦艦ヤマトなど）
- 子門真人（科学忍者隊ガッチャマン、仮面ライダーシリーズなど）
- 北斗の拳（クリスタルキング、TOM★CAT）
- まんが日本昔ばなし（花頭巾）
- ゲゲゲの鬼太郎
- キテレツ大百科
- とっとこハム太郎
- ウルトラマン
- ちびまる子ちゃん（B.B.クィーンズ）
- ドラゴンボール（影山ヒロノブ）
- ONE PIECE（きただにひろし）
- キン肉マン（串田アキラ）

など

### その他
- おさかな天国
- 童謡
- 藤澤ノリマサ
- 岡晴夫
- 藤山一郎

など

## 出演

### TV出演
- 昼カラTV（静岡朝日テレビ）優勝
- 第48回全日本そっくり大賞（テレビ東京）歌まね部門に米米CLUBで出場 本名で出演
- 昼カラTV・グランドチャンピオン大会（静岡朝日テレビ）審査員特別賞
- フェスタ沼津・歌まねものまね大集合（静岡放送）審査員特別賞
- 遠州通り（静岡放送）
- ビーチで？大忘年会！（フジテレビ）矢沢永吉隊の一人として出演
- めざましテレビ（フジテレビ）
- 究極 今夜ものまね王決定 そっくり人間 豪華スターをここまでマネた!（テレビ朝日）もののけ姫・米良美一のものまねで戸成一美として出演
- 月刊 いかすナイト！（長野朝日放送）
- クイズ・国民常識の時間（日本テレビ）1回目特番に白鳥あひるとして出演
- エンタの神様（日本テレビ）
- メレンゲの気持ち（日本テレビ）
- ヒルナンデス!（日本テレビ）
- 団地でクイズ（NHK BS2）乱入
- 『ぷっ』すま（テレビ朝日）どれが本物シリーズに林家ペー隊、丁髷隊の一人として出演
- 朝までたけし軍団（テレビ朝日）
- 日曜×芸人（テレビ朝日）
- Let'sゲートボール（テレビ埼玉）レギュラー
- フレッシュゲート25（テレビ栃木）レギュラー
- カヴァーしようよ！（テレビ東京）チャゲ＆飛鳥の歌で出演
- トリビアの泉（フジテレビ）吹き替え
- コロッケ千夜一夜（BS日本）
- ものまねバトル→ものまねグランプリ（日本テレビ）

≪出演回≫
- 第33回『僕はこの瞳で嘘をつく』チャゲ＆飛鳥
- 第34回『NO MORE CRY』D-51、『ハウルの動く城』倍賞千恵子
- 第35回『ここにしか咲かない花』コブクロ
- 第36回『EXIT』EXILE
- 第38回『桜』コブクロ
- 第39回『Catch The Wave』Def Tech
- 第40回『しるし』Mr.Children
- 第41回『桜』コブクロ
- 第42回『ボクノート』スキマスイッチ
- 第44回『永遠に共に』コブクロ
- 第47回『SAY YES』チャゲ＆飛鳥 ※現在も出演中

### CM
- 三菱自動車（ラジコンカー編）吹き替え
- 松原屋台横丁

### 雑誌
- 週刊アサヒ芸能（徳間書店）「ものまね芸人という生き方」デーモン小暮、美川憲一、チャゲ＆飛鳥で掲載